# Raccolta (Grazia Di Michele)
Raccolta è un album della cantautrice pop italiana Grazia Di Michele.
L'album, pubblicato nel 1990 dall'etichetta discografica WEA Italiana, contiene brani precedentemente incisi dall'artista, alcuni dei quali qui presenti in una nuova versione, e due canzoni inedite: Io e mio padre, presentata nello stesso anno al Festival di Sanremo, e Storia di una polena.

## Tracce
LATO A
1. Io e mio padre
2. Bahia (versione 1990)
3. Le donne e la vita
4. Il segreto
5. Le ragazze di Gaugin

LATO B
1. Storia di una polena
2. Non lasciarmi mai (versione 1990)
3. Solo i pazzi sanno amare
4. Mama
5. Sha la la